# Peter Milavec
Peter Milavec (* 28. Februar 1963) ist ein ehemaliger österreichischer Automobilrennfahrer. Er gewann dreimal (2004, 2007 und 2008) die höchste Division der Interserie.

## Karriere
Milavec trat überwiegend in der Interserie und der EuroBOSS Series an. In beiden Serien werden Fahrzeuge eingesetzt, die in ihren eigentlichen Rennserien nicht mehr verwendet werden. Dabei handelt es sich beispielsweise um ältere Formel-1-Boliden oder Fahrzeuge aus der Champ Car sowie IndyCar Series. In der Interserie trat Milavec von 2001 bis 2011 an. Dabei gewann er zweimal (2007, 2008) die Division 1, einmal (2004) die Division 2, die zu diesem Zeitpunkt höchste Division, und zweimal (2005, 2006) die Division 3. Seinen ersten Renneinsatz hatte er beim 30-Minuten-Rennen von Dijon 2001.  
Darüber hinaus nahm Milavec von 2005 bis 2012 an einigen Rennen der EuroBOSS Series bzw. BOSS GP teil. Seine beste Gesamtplatzierung erreichte er 2010 mit dem dritten Rang. Er startete in dieser Serie für die Teams GP Racing sowie Zele Racing. Unter anderem verwendete er ein Panoz DP01, welches bis zur letzten Saison der Champ-Car-Serie 2007 eingesetzt wurde.
2012 nahm Milavec für Zele Racing bei einer Veranstaltung der Auto GP World Series erstmals an einer internationalen Rennserie teil, in der ein aktuelles Formelfahrzeug zum Einsatz kam.

## Karrierestationen
| - 2001–2011: Interserie - 2005: EuroBOSS Series (Platz 6) - 2006: EuroBOSS Series (Platz 15) - 2007: EuroBOSS Series (Platz 7) | - 2008: EuroBOSS Series (Platz 12) - 2010: EuroBOSS Series (Platz 3) - 2010: BOSS GP (Platz 10) - 2011: BOSS GP (Platz 6) | - 2012: Auto GP (Platz 25) - 2012: BOSS GP (Platz 7) - 2014: BOSS GP - Open (Platz 13) - 2015: BOSS GP - Open (Platz 2) - 2016: BOSS GP - Open (Platz 2) |